# Man on The Moon: The End of Day
Man on the Moon: The End of Day – debiutancki album rapera Kida Cudiego. Wydany 15 września 2009 roku nakładem wytwórni GOOD Music. Single z albumu to: "Day 'n' Nite", "Make Her Say" oraz "Pursuit of Happiness".

## O albumie
Album zadebiutował na czwartym miejscu listy Billboard Hot 200, sprzedając 104 419 kopii w pierwszym tygodniu. Wersja Deluxe została wydana wraz ze standardowym albumem, zawierającym trzy dodatkowe utwory (wszystkie z nich pochodzą z mixtape'u Cudiego A Kid Named Cudi) oraz DVD z 65-minutowym materiałem dokumentującym prace nad płytą. Czwartym singlem z płyty miał zostać utwór "Up Up & Away". Premiera singla zapowiedziana była na 16 marca 2010.
Man on The Moon: The End of Day zebrał pozytywne opinie krytyków. Uzyskał notę 71/100 na stronie internetowej Metacritic, opierając się o 13 niezależnych recenzji.
Dwa single: Day 'n' Nite i Make Her Say były nominowane do nagród Grammy. "Day 'n' Nite" otrzymał nominacje dla: najlepszej piosenki rap oraz najlepszego solowego wykonania rap. "Make Her Say"- w kategorii najlepsze wykonanie rap przez duet lub grupę.
Do tej pory sprzedano 425 tys. kopii albumu.

## Lista utworów
1. "In My Dreams (Cudder Anthem)"
2. "Soundtrack 2 My Life"
3. "Simple As..."
4. "Solo Dolo (Nightmare)"
5. "Heart of A Lion (Kid Cudi Theme Music)"
6. "My World" feat. Billy Cravens
7. "Day 'n' Nite (Nightmare)"
8. "Sky Might Fall"
9. "Enter Galactic (Love Connection Part I)
10. "Alive (Nightmare)" feat. Ratatat
11. "Cudi Zone"
12. "Make Her Say" feat. Kanye West & Common
13. "Pursuit of Happiness (Nightmare)" feat. MGMT & Ratatat
14. "Hyyer" feat. Chip Tha Ripper
15. "Up Up & Away"